# ۵ جمادی‌الثانی
۵ جمادی‌الثانی، پنجمین روز از ماه جمادی‌الثانی در تقویم هجری قمری است.
در تقویم هجری قمری قراردادی این روز صد و پنجاه و سومین روز سال است.

## درگذشتگان
- ۶۷۲ قمری - مولوی